# Radweg Wittlicher Senke
Der Radweg Wittlicher Senke ist ein Radwanderweg von der Stadt Wittlich in der Eifel durch die Felder und Wiesen der Moseleifel zur Stadt Schweich an der Mosel. Damit verbindet er den Maare-Mosel-Radweg mit dem Mosel-Radweg, der zur Römerstadt Trier führt. Auf asphaltierten, gut markierten Wegen führt die Route durch das leicht hügelige Gelände der Wittlicher Senke. Ihre durch die umliegenden Berge geschützte Lage macht hier den Tabakanbau möglich. Die in beiden Richtungen einheitlich mit dem Radweg-Logo gekennzeichnete Strecke ist auch von Freizeitradlern gut zu bewältigen.

## Streckenverlauf Wittlich – Schweich

### Streckenbeschreibung
In Wittlich zweigt die Radroute vom Maare-Mosel-Radweg ab und führt in westlicher Richtung, leicht ansteigend zum Hof Breit. In der folgenden Senke quert sie die Autobahn A60 (Belgien – Rhein-Main-Gebiet) und erreicht den Ort Dreis mit seiner barocken Pfarrkirche St. Martin und dem Schloss Dreis. Dann folgt sie dem Salmtal, quert bei der Ortschaft Salmtal die Moselbahnstrecke, verläuft in der Nähe der Autobahn A1 weiter in Richtung Sehlem und führt vorbei an Esch in Richtung Hetzerath. Dort kann ein Weinmuseum besichtigt werden. Zwischen Dreis und Esch wird die Route gemeinsam mit dem Salm-Radweg geführt. Die Route passiert Hetzerath und den Industriepark Föhren, der an den Flugplatz Trier-Föhren angrenzt, bevor sie Schweich und damit den Mosel-Radweg erreicht. Auf ihm ist Trier in ca. 12 km zu erreichen.

### Höhenangaben
- Industriegebiet, Wittlich: 167 m über NHN
- Hof Breit (an der L 141): 202 m
- Dreis: 171 m
- Salmtal: 155 m
- Esch: 145 m
- Rivenich, Gemarkung: 143 m
- Hetzerath: 188 m
- Hochkreuz (Föhren): 206 m
- Fährturm (Schweich): 124 m

### Anschlussradwege
Der Radweg Wittlicher Senke ist ein Verbindungsweg durch das Wittlicher Land vom Maare-Mosel-Radweg in Wittlich zum Mosel-Radweg Richtung Trier. Mit dem in Dreis startenden Salm-Radweg teilt er sich die Streckenführung bis Esch.

### Bahn- und Busanbindung
Der Hauptbahnhof Wittlich und der Bahnhof Schweich liegen an der Moselstrecke Koblenz – Trier und werden im Stundentakt bedient.
Die Buslinie „Regioradler Vulkaneifel“ RegioLinie 300 verkehrt als Radlerbus zwischen Bernkastel, Wittlich und Daun täglich vom 1. April bis 1. November.

## Landschaft und Kultur
Die Wittlicher Senke ist die Fortsetzung des Trierer Tales in nordöstlicher Richtung. Sie ist nicht nur in der Landschaft als lang gestreckte Senke zu erkennen, sondern auch von der geologischen Struktur als Becken zu bezeichnen. Sie verläuft parallel zur Mosel und wird von dieser durch den Höhenzug der Moselberge abgetrennt. Im Nordwesten begrenzt sie der Meulenwald und im Osten der Kondelwald. Dass die Route dennoch nicht ganz eben ist, liegt daran, dass die Wasserscheide zwischen der Mosel und der Salm überwunden werden muss. Durch die geschützte Lage ist das Klima, ähnlich dem Moseltal, mild und relativ trocken. Die Landschaft ist vorwiegend durch Wiesen geprägt. Begünstigt durch das milde Klima kann aber auch Tabakanbau angetroffen werden. Die Route führt nach einem leichten Anstieg nach Dreis ins Salmtal. Nachdem die Salm bei Esch wieder verlassen wird, durchquert die Strecke Hetzerath und den Industriepark Föhren, führt an der Kapelle Hochkreuz vorbei und erreicht schließlich die Stadt Schweich und die Mosel.

### Sehenswürdigkeiten
- Wittlich: Altstadt mit Marktplatz; Altes Rathaus mit städtischer Galerie für moderne Kunst; ehemalige Synagoge; Römische Villa.
- Dreis: Barockkirche St. Martin; Schloss Dreis.
- Salmtal: Salmmühle von 1838 sowie zahlreiche renovierte Bauernhäuser; Ortsteil Dörbach mit barockem Mühlenanwesen des Stiftes Klausen.
- Abstecher nach Sehlem: Dorfplatz; Ensemble aus Pfarrkirche St. Georg, Pfarrhaus und Alte Schule aus der Zeit des Klassizismus.
- Esch: Kirche; Mühle; Dorfplatz; Dorfbrunnen mit dem wasserspeienden Frosch.
- Hetzerath: Pfarrkirche St. Hubertus und Pfarrhaus, Weinmuseum
- Schweich: Fährturm; ehemalige Synagoge; Kirche St. Martin; Stefan-Andres-Brunnen; Niederprümer Hof.

Fotos
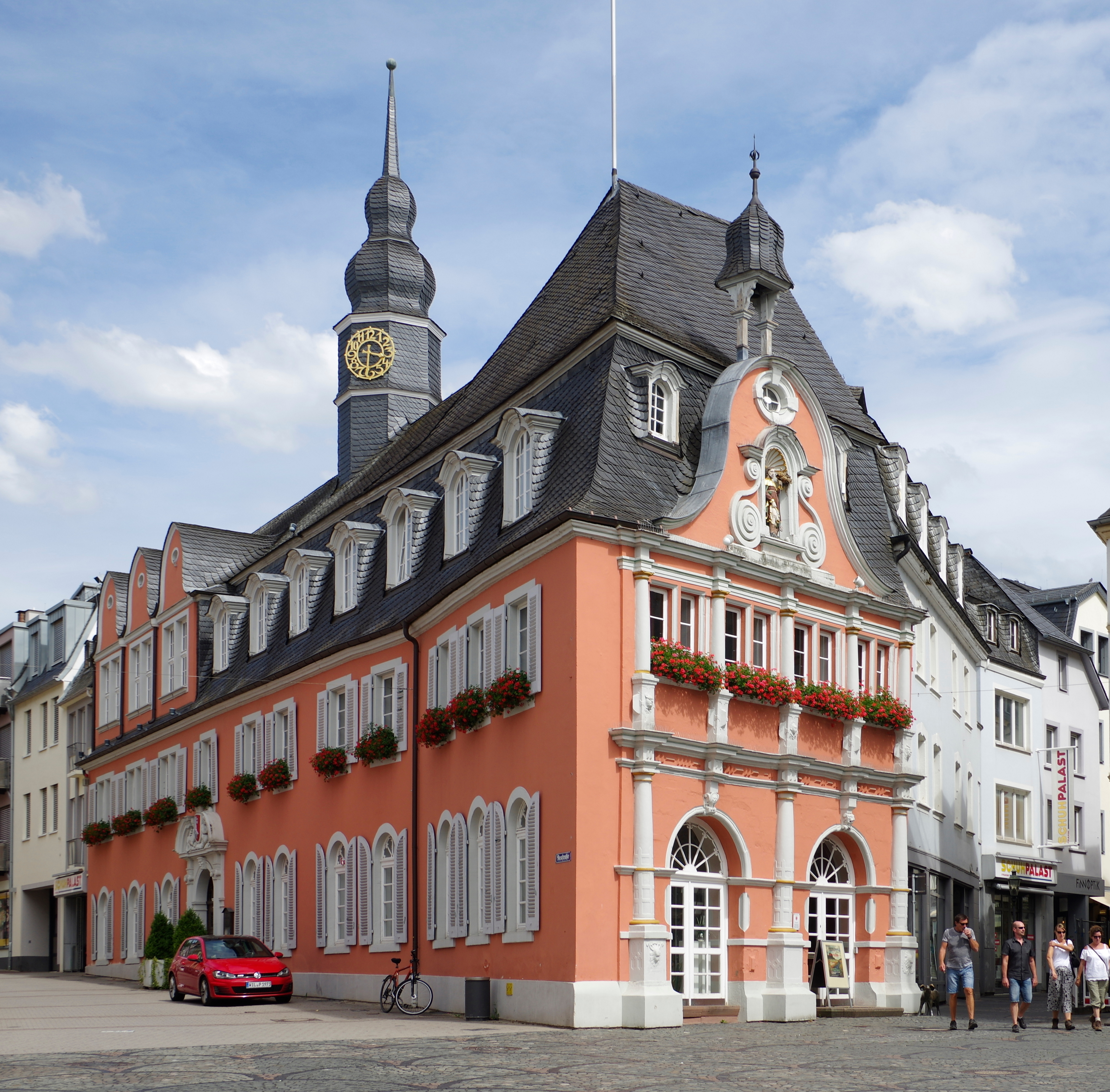
Altes Rathaus in Wittlich
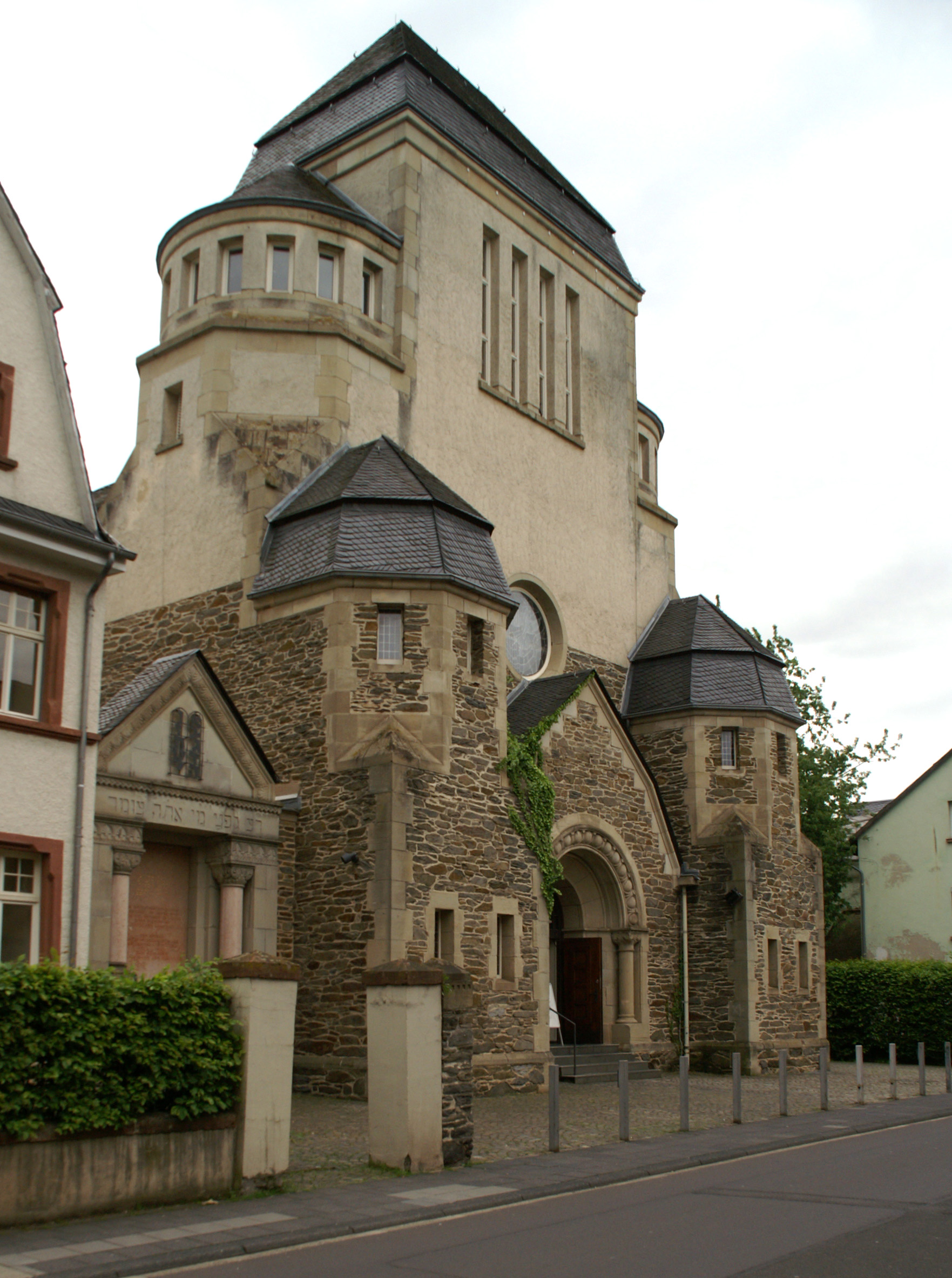
Ehemalige Synagoge Wittlich
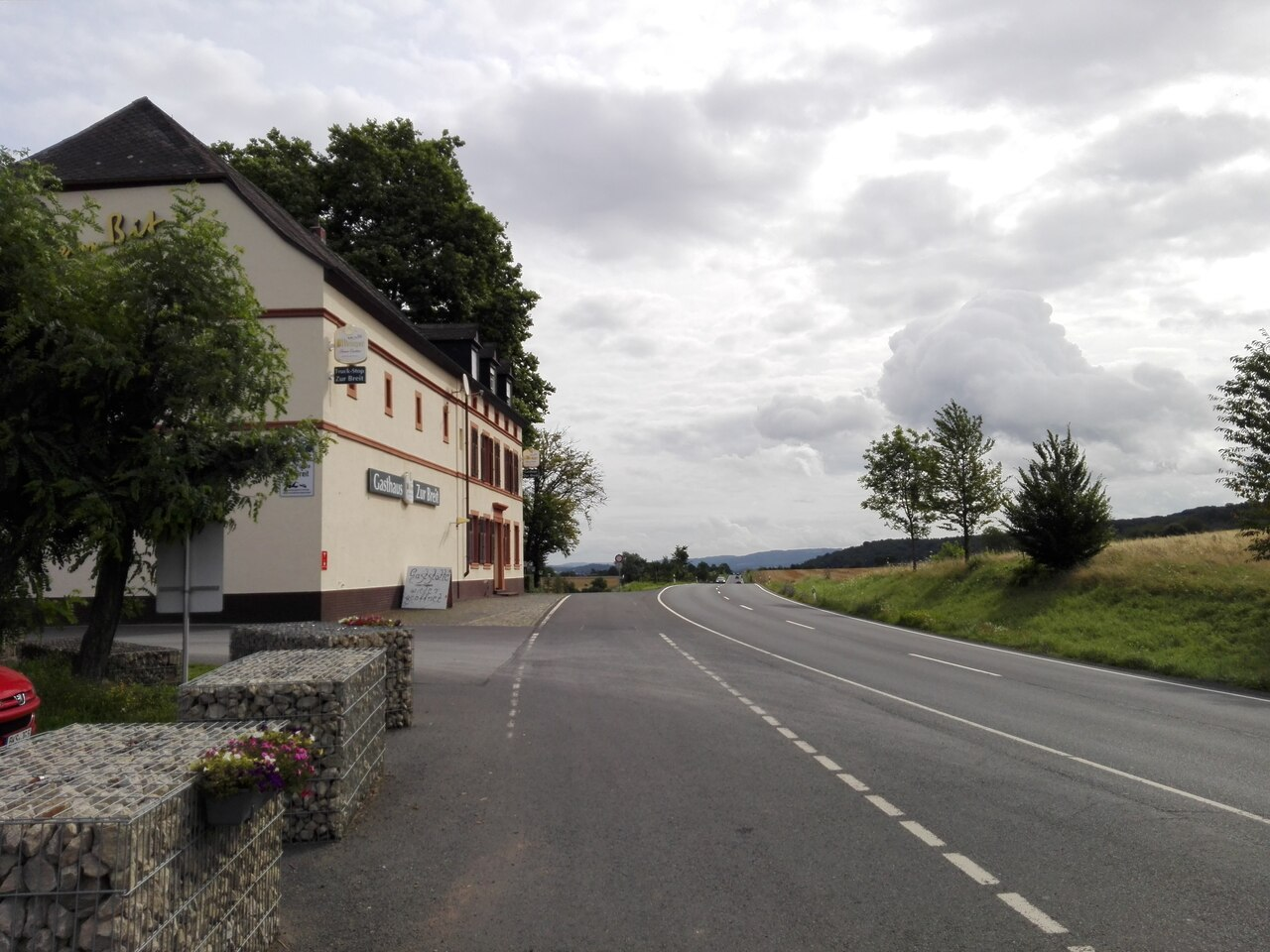
Gasthaus Zur Breit
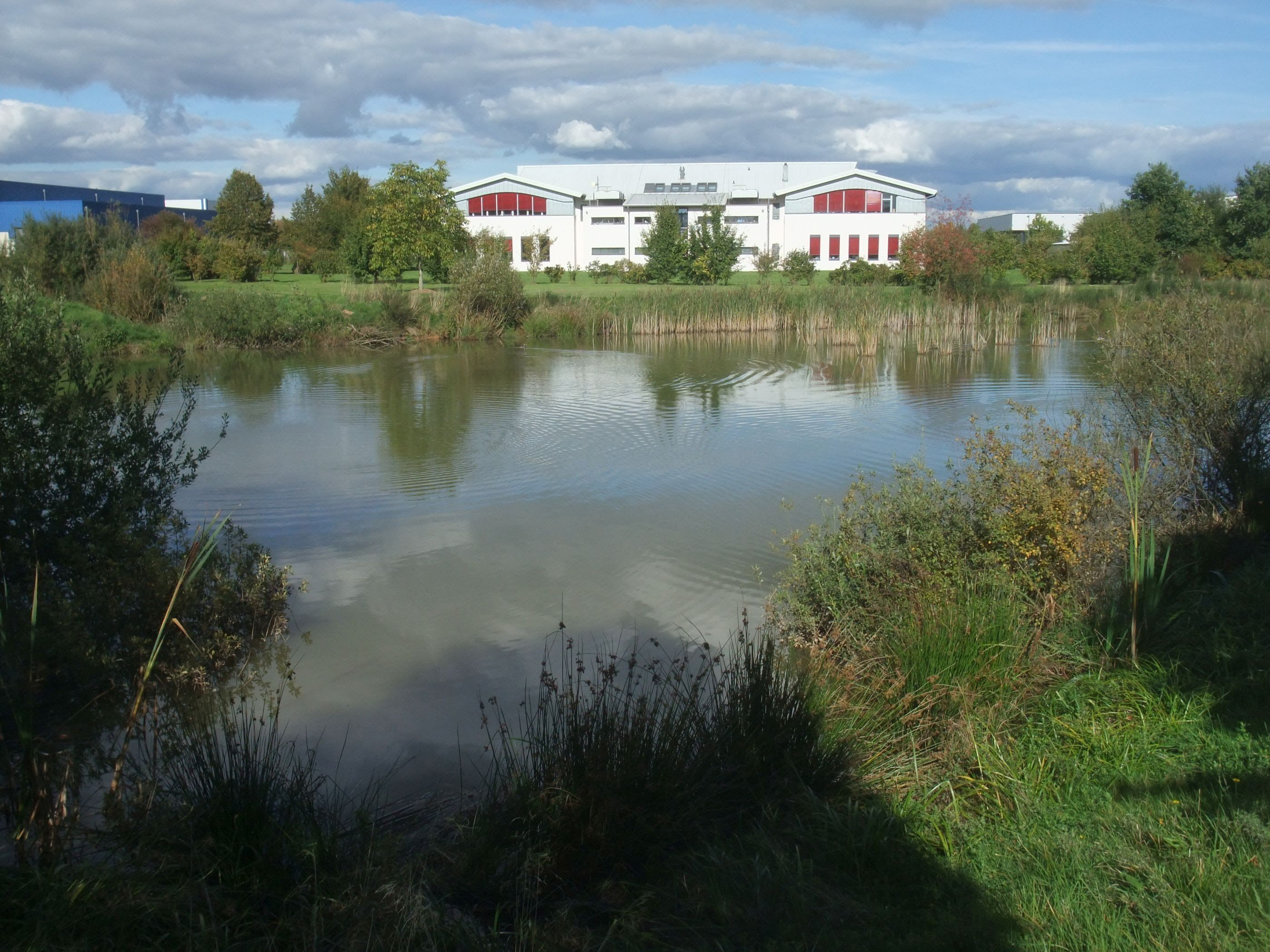
Industriepark Föhren
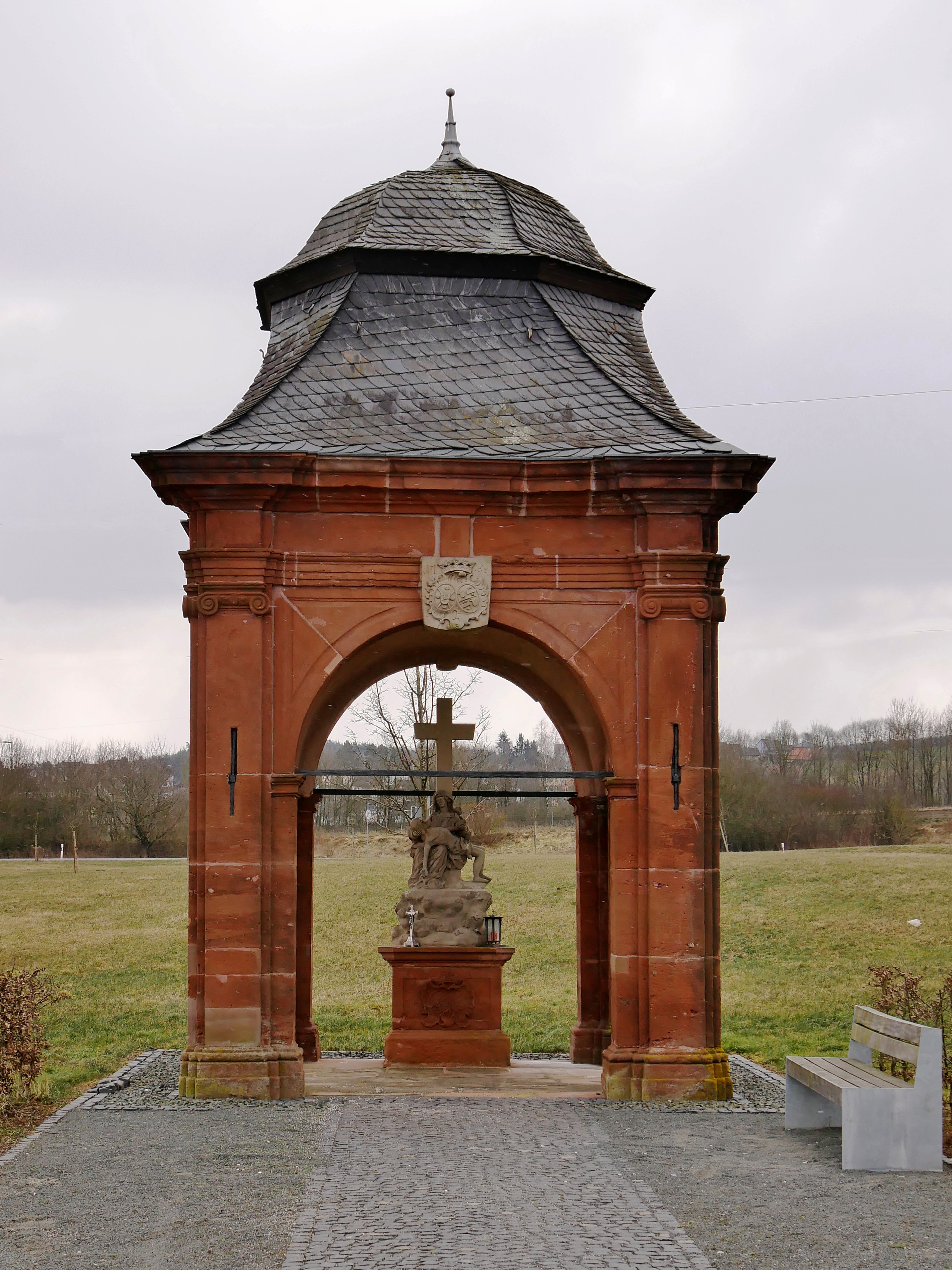
Hochkreuz, Föhren
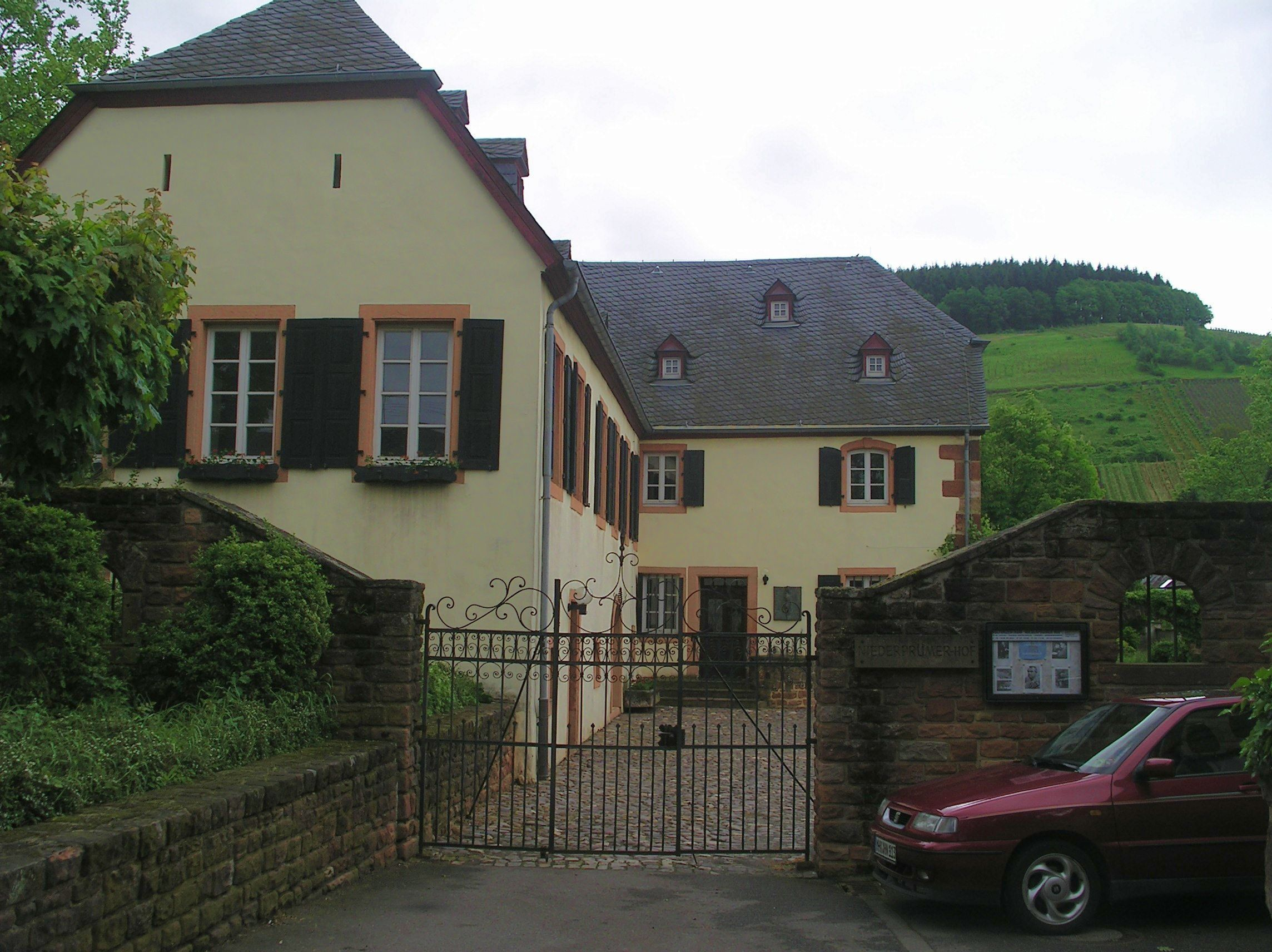
Niederprümer Hof am Ostrand von Schweich
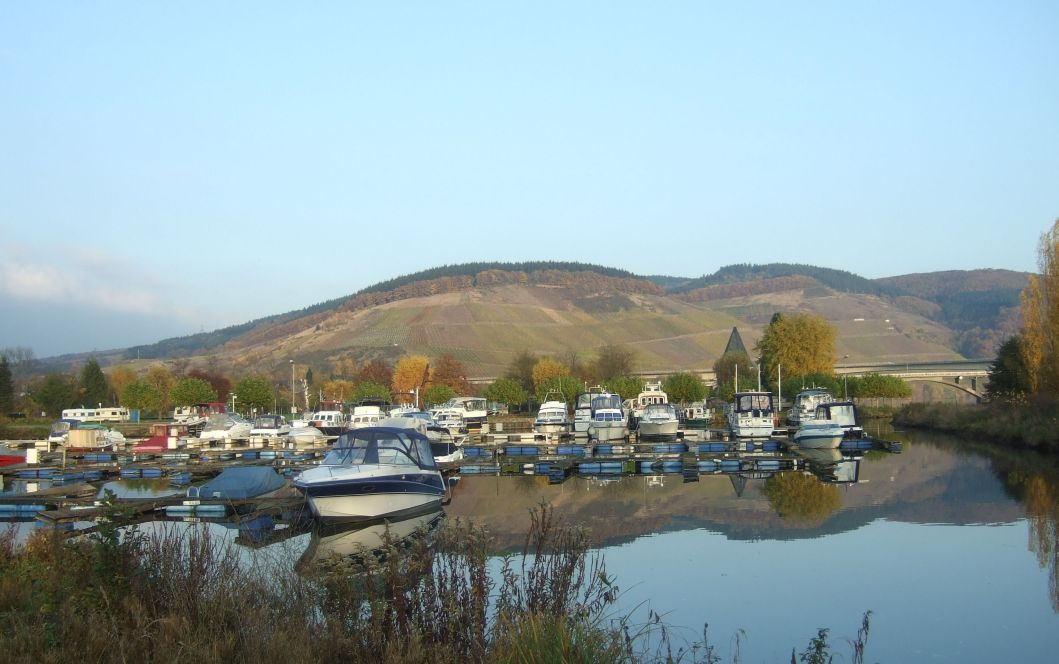
Bootshafen in Schweich